# Khuttalani
Els Khuttalani foren un tuman o tribu mongola de Transoxiana, creada com a exèrcit regional al segle xiii, que al incrementar el seu poder va esdevenir tuman al segle xiv. Són esmentats abans, durant i després del govern de Tamerlà. Els seus líder portaven nom perses el que suggereix una barreja de mongols i locals. No governaven tot el Khuttalan, doncs probablement una part (la part sud) estava en mans dels Apardi; també els karaunes i tenien alguna possessió, en concret Shahr-i Mung, la capital d'estiu de Qazaghan (que ordinàriament residia a Sali Sarai). El seu centre fou Baljuwan, una població propera al riu Wakhsh, a mig camí entre Munk i Hulbuk (antigament anomenada Tamliyat).
Quan el kan de Mogolistan va envair Transoxiana el 1360 els Khuttalani van fugir a les muntanyes Alay (mentre altres tribus anaven cap al Khurasan). En aquest temps el cap de la tribu era Kay Khusraw Khuttalani. Una neboda seva, Adil Malik, estava casada amb Amir Husayn. Quan el 1361 Kay Khusraw es va passar als mogols (que havien tornat a envair Transoxiana), el comandament va passar al seu parent Shir Bahram Khuttalani. Khay Khusraw en la seva estada al Mogolistan es va casar amb una cosina del kan Tughluq Timur, de nom Tumen Kuthlug, i es va fer dir Gurgen (gendre). El 1368 a la mort de Shir Bahram, Kay Khusraw va recuperar el comandament però fou executat el 1372 per participar a una conspiració i el va succeir per decisió de Tamerlà, el fill de Shir Bahram, Muhammad Mireke o Mirka (casat amb una filla de Tamerlà de nom Sultan Bakt Begum), que el va tenir fins que es va revoltar el 1388 i fou assassinat. No s'esmenten emirs dels Khuttalani en la resta del govern de Tamerlà, però si hi ha registrades actuacions del tuman. A la mort de Tamerlà va dirigir el tuman Sultan Mahmud ibn Kay Khusraw que no va participar en les lluites successòries. Uns anys després Shah Rukh va concedir el comandament a Nurmalik Barles, del qual va passar al seu fill.

## Genealogia

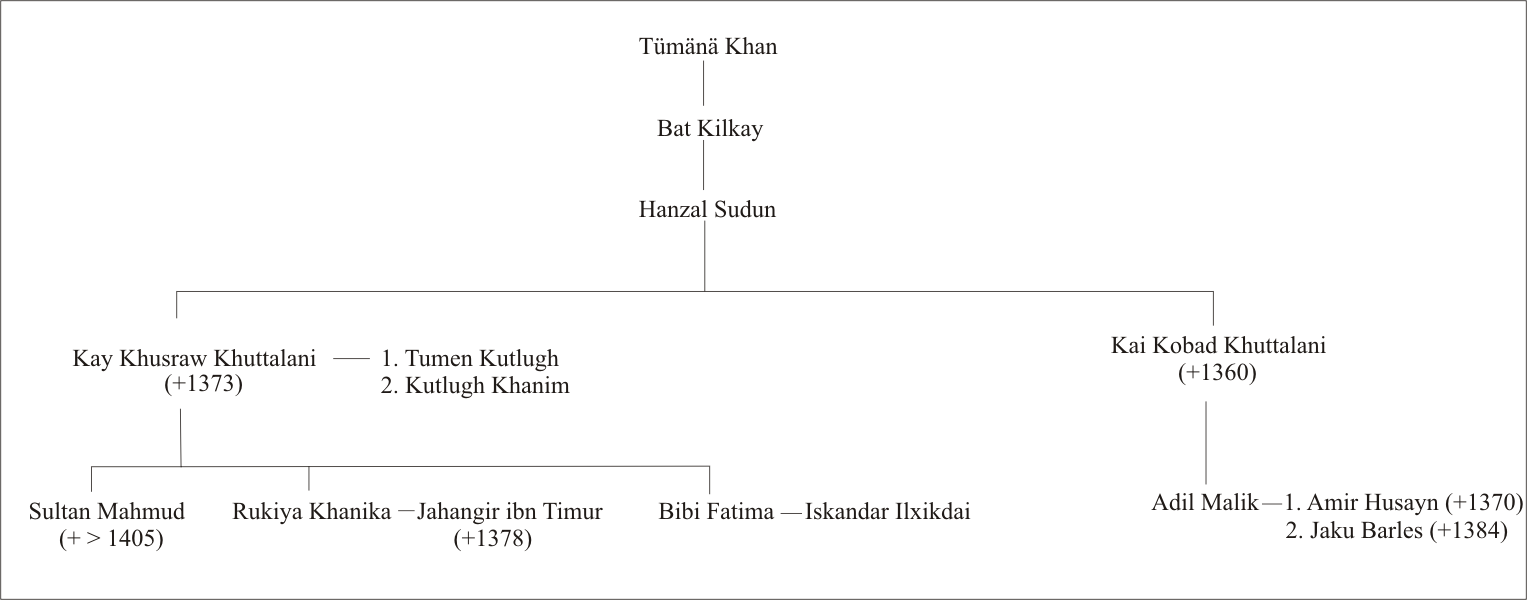
Arbre genelògic dels Khuttalani